# L. Desaix Anderson
L. Desaix Anderson (1936-2021) là một cựu sĩ quan trong lực lượng Hải quân Hoa Kỳ và là một viên chức của Bộ Ngoại giao Hoa Kỳ chuyên về các vấn đề Đông Á. Ông từng là đại biện lâm thời đầu tiên được Tổng thống Hoa Kỳ Bill Clinton đặc phái tới Việt Nam để thiết lập quan hệ ngoại giao giữa Hoa Kỳ và Nước Cộng hòa xã hội chủ nghĩa Việt Nam. Ông đảm trách các công việc lập ra sứ quán Hoa Kỳ cũng như có vai trò then chốt trong việc hai nước thiết lập quan hệ ngoại giao tạm thời và sau này khi đã bình thường hóa.

## Cuộc đời
L. Desaix Anderson sinh năm 1936 tại Sumner, Mississippi. Ông nhận bằng Cử nhân lịch sử tại Đại học Princeton và tốt nghiệp chuyên ngành văn học châu Âu tại Đại học California ở Berkeley. Ông từng phục vụ trong Quân đội Hoa Kỳ với vai trò là một sĩ quan trong Hải quân Hoa Kỳ từ năm 1958 đến năm 1960. Sau đó ông giải ngũ và quản lý trang trại của gia đình mình tại Mississippi.

## Nhà hoạt động ngoại giao
L. Desaix Anderson bắt đầu làm việc tại Sở Ngoại vụ năm 1962 với nhiệm vụ đầu tiên tại Kathmandu, Nepal, trong tư cách là cán bộ dịch vụ Tổng hợp từ năm 1963 đến năm 1964. Anderson sau đó được cử đến Việt Nam để làm cố vấn cho các chương trình phát triển. Ông sau đó được giao nhiệm vụ tại Nhóm Công tác Việt Nam tại Bộ Ngoại giao (từ năm 1965 đến năm 1967). Từ năm 1970 đến năm 1973, Desaix Anderson được bổ nhiệm làm việc tại Đại sứ quán Hoa Kỳ ở Đài Bắc và sau đó là Đại sứ quán Hoa Kỳ tại Tokyo trong 3 năm, từ 1973 đến 1976. Sau một thời gian làm việc tại Cục Chính trị-Quân sự, ông được bổ nhiệm làm Phó tham tán chính trị kiêm Trưởng phòng quan sát Đông Dương tại Đại sứ quán Hoa Kỳ tại Bangkok, Thái Lan từ năm 1977 đến năm 1980. Sau đó, L. Desaix Anderson được bổ nhiệm là điều phối cho các hoạt động ngoại giao tại nước Dông Dương bao gồm Việt Nam, Lào và Campuchia từ 1980 đến 1983 rồi tiếp tục các công việc như vậy tại Nhật Bản từ năm 1983 đến năm 1985.
Từ năm 1985 đến năm 1989, L. Desaix Anderson giữ chức Phó trưởng phái bộ tại Tokyo dưới thời Đại sứ Mike Mansfield. Desaix Anderson là Phó Trợ lý Chính của Bộ trưởng Ngoại giao về Đông Á và Thái Bình Dương, bao gồm Nhật Bản, Hàn Quốc, Trung Quốc và Mông Cổ trong 3 năm, kể từ năm 1989 đến năm 1992. Ông cũng tham gia giảng dạy tại các trường Đại học Princeton và Rutgers về các vấn đề kinh tế chính trị Đông Á (1992–1993).
L. Desaix Anderson từng là điều phối viên của Bộ Ngoại giao cho các cuộc họp cấp bộ trưởng và các nhà lãnh đạo của Diễn đàn Hợp tác Kinh tế Châu Á Thái Bình Dương (APEC) do Tổng thống Bill Clinton chủ trì tại Seattle, Washington (1993–1994). Năm 1994, Desaix Anderson còn là thành viên cấp cao phụ trách châu Á của Hội đồng Hoạch định Chính sách cho đến năm 1995.
L. Desaix Anderson giảng dạy về các nền kinh tế chính trị châu Á đương đại tại Trường Công cộng và Quốc tế Woodrow Wilson thuộc Đại học Princeton trong học kỳ mùa xuân năm 1998. Tổng thống Clinton đã bổ nhiệm Anderson làm giám đốc điều hành của Tổ chức Phát triển Năng lượng Bán đảo Triều Tiên (KEDO) từ năm 1997 đến năm 2001.
Anderson nguyên là thành viên ban điều hành của Quỹ Maureen và Mike Mansfield, bao gồm các cựu Đại sứ Hoa Kỳ tại Nhật Bản.

## Hoạt động ngoại giao tại Việt Nam
Desaix Anderson có khả năng nói thành thạo Tiếng Việt. Từ giữa thập kỷ 60, Desaix Anderson đã đi khắp các vùng nông thôn miền Nam để phân phối gia súc, giúp xây dựng trường học, bệnh viện... Sau năm 1975, khi đang làm việc tại Đại sứ Hoa Kỳ ở Bangkok, ông vẫn tiếp tục theo dõi tình hình chính trị tại Việt Nam; bởi vậy Desaix Anderson rất am hiểu về Việt Nam.
Từ năm 1993, L. Desaix Anderson được cử làm cố vấn cao cấp về châu Á cho Hội đồng kế hoạch chính sách (PPC) công việc chủ đạo của ông khi đó là chuẩn bị các công việc để tiến hành bình thường hóa quan hệ Việt - Mỹ. Từ 26 tháng 8 năm 1995 đến 7 tháng 5 năm 1997 L. Desaix Anderson chính thức đảm nhận chức vụ đại biện của Hoa Kỳ tại Việt Nam, ông đã đóng vai trò quan trọng nhất định trong việc khôi phục quan hệ ngoại giao chính thức giữa Hoa Kỳ và Việt Nam. Nhiệm vụ đáng chú ý nhất của ông là mở Đại sứ Hoa Kỳ tại Việt Nam đầu tiên tại Hà Nội sau Chiến tranh Việt Nam, vào tháng 8 năm 1995. Ông phải đối mặt với các công việc vô cùng khó khăn và nhiều thách thức; tuy nhiên, Việt Nam và Hoa Kỳ cuối cùng đã có thể khôi phục quan hệ ngoại giao.
Ted Osius, nguyên Đại sứ Mỹ tại Việt Nam (2014-2017) từng là học trò của L. Desaix Anderson. Ông Thomas Vallely, một Nghị sĩ Hạ viện Massachusetts, cho rằng việc chọn Ted Osius làm Đại sứ Hoa Kỳ tại Việt Nam "có thể là một trong những đại sứ tốt nhất của Mỹ ở Việt Nam nhờ vào sự dìu dắt của Desaix Anderson".
Ngày 14 tháng 2 năm 2021, trên trang Facebook chính thức của Đại Sứ quán Hoa Kỳ tại Hà Nội đăng thông tin ông Desaix Anderson đã qua đời, hưởng thọ 85 tuổi.

## Tác phẩm
- An American in Hanoi: America's Reconciliation with Vietnam của L. Desaix Anderson. Nhà xuất bản EastBridge. White Plains, New York. Năm 2002. 284 trang. Cuốn sách viết về nhiều cách nhìn khác nhau của các tầng lớp người Việt Nam về mối quan hệ giữa Việt Nam và Hoa Kỳ. Đặc biệt là cách thể hiện của các chính trị gia đứng đầu Việt Nam khi ấy qua các trao đổi trực tiếp của L. Desaix Anderson với họ.[6]